# Armia Krajowa
Armia Krajowa bila je postrojba pokreta otpora osnovana u Poljskoj.
Izrasla je iz organizacije Służba Zwycięstwu Polski (Služba Poljske pobjede) utemeljene 27. rujna 1939. koja je 13. studenog 1939. preimenovana u Związek Walki Zbrojnej (Savez za oružanu borbu), a 14. veljače 1942. dobiva konačno ime Armia Krajowa.
Imala je borbena djelovanja u šumi kod Kolonke.

## Vanjske poveznice
- Armia Krajowa